# Функция Леонтьева

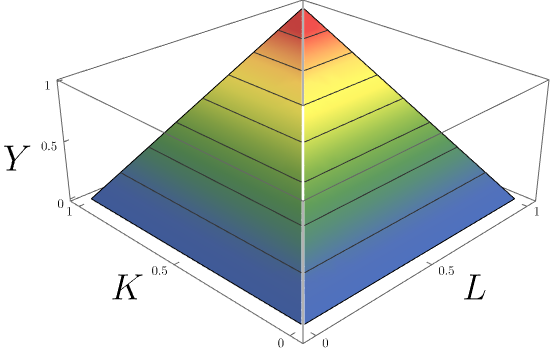
Функция Леонтьева с двумя аргументами. Отмечены изокванты

В экономической теории функция Леонтьева — производственная функция (либо функция полезности), в которой факторы производства использованы в фиксированных пропорциях, поскольку факторы являются абсолютными комплементами. Функция названа в честь американского экономиста российского происхождения Василия Леонтьева. Функция Леонтьева является предельным случаем Функции CES — класса функций, обладающих свойством постоянной эластичности замещения.
В простейшем случае с двумя факторами производства имеем
{\displaystyle q={\text{Min}}\left({\frac {z_{1}}{a}},{\frac {z_{2}}{b}}\right)}
где q есть количество продукции, z1 и z2 — количество затраченных факторов производства, a и b — определяемые технологией постоянные величины.

## Пример применения
Предположим, что есть два фактора производства, «шины» и «рули». Фирма производит четырёхколёсные автомобили. В приведённой выше формуле величина q будет соответствовать количеству выпущенных машин, z1 и z2 — количеству использованных в производстве шин и рулей соответственно. Тогда функция Леонтьева принимает вид
Количество машин= Min{¼ от количества шин, 1 от количества рулей}.

## Производственная функция
Функция Леонтьева используется в качестве производственной функции в модели Харрода — Домара:
{\displaystyle Y_{t}=min(AK_{t},BL_{t})},
где {\displaystyle A} и {\displaystyle B} — экзогенные производственные параметры, {\displaystyle K} — капитал, {\displaystyle L} — труд.

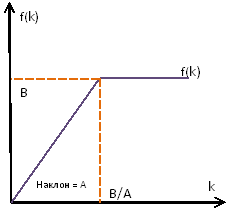
Производственная функция Леонтьева

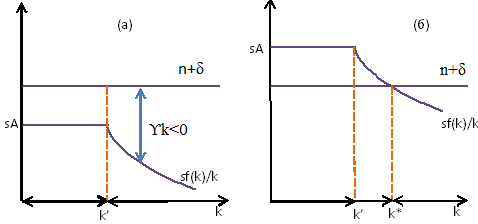
Модель Харрода-Домара

Р. Барро и Х. Сала-и-Мартин отмечают, что производственная функция Леонтьева (функция с фиксированными пропорциями) является частным случаем CES-функции:
{\displaystyle Y=A{\cdot }{\Big (}\alpha K^{\Psi }+(1-\alpha )L^{\Psi }{\Big )}^{\frac {\nu }{\Psi }}}
в случае когда {\displaystyle \Psi \to -\infty } она принимает вид функции Леонтьева:
{\displaystyle Y=F(L,K)=min(AK,BL)},
где {\displaystyle A>0} и {\displaystyle B>0} — константы.
Таким образом, при {\displaystyle AK=BL} — все работники и машины загружены;
при {\displaystyle AK>BL} — капитал используется в объёме {\displaystyle (B/A)L}, а оставшийся не востребован;
при {\displaystyle AK<BL} — объём труда используется в объеме {\displaystyle (A/B)K}, а остальной остается безработным.
Допущение об отсутствии взаимозаменяемости между капиталом и трудом приводит к тому, что существует или бесконечный рост безработицы или простой оборудования.
При подушевом рассмотрении производственная функция имеет вид:
{\displaystyle y=min(Ak,B)},
где {\displaystyle y=Y/L}, {\displaystyle k=K/L}.
При {\displaystyle k<B/A} капитал полностью используется и {\displaystyle y=Ak}, и кривая производственной функции пересекает ноль и имеет наклон {\displaystyle A}.
При {\displaystyle k>B/A} капитал постоянен и {\displaystyle Y=BL}, {\displaystyle y=B}. При {\displaystyle k\to \infty } предельный продукт {\displaystyle f^{'}(k)=0}, а значит условие Инады выполнено, производственная функция не генерирует эндогенный рост.
При {\displaystyle k<B/A} форма кривой сбережения {\displaystyle sf(k)/k} — прямая на уровне {\displaystyle sA}, а при {\displaystyle k>B/A} кривая сбережения стремится к нулю при {\displaystyle k\to \infty }.
Кривая амортизация {\displaystyle (n+\delta )} имеет форму горизонтальной прямой на уровне {\displaystyle (n+\delta )}.
При низкой ставке сбережения {\displaystyle sA<n+\delta } кривая сбережения не пересекает кривую амортизации, так что стационарного состояния {\displaystyle k^{*}} нет, темп прироста капитала отрицателен, экономика сжимается {\displaystyle k,y,c\to \infty }, в ней постоянно растущая безработица.
При высокой ставке сбережения {\displaystyle sA>n+\delta } кривая сбережения приближается к нулю при {\displaystyle k\to \infty } и пересекает кривую амортизации в точке устойчивого стационарного значения {\displaystyle k^{*}>B/A>}, так что темп прироста капитала отрицателен при {\displaystyle k>k^{*}}, а при {\displaystyle k<k^{*}} положителен. При {\displaystyle k^{>}*B/A} простаивает оборудование, часть капитала не востребована и монотонно возрастает, но при этом нет незанятых работников. Так как {\displaystyle k} — константа в стационарном состоянии, то темп роста {\displaystyle K} равен темпу роста {\displaystyle L} и равен {\displaystyle n}. Доля используемого оборудования постоянна, количество невостребованного оборудования растет с темпом {\displaystyle n}. Стационарное состояние, в котором капитал и труд полностью востребованы в производстве, {\displaystyle sA=n+\delta }.